# Silnice I/66
Silnice třídy I/66 je silnice I. třídy, spojující Milín s Příbramí. Před přečíslováním v roce 1998 byla tato silnice součástí silnice I/30. Celková délka silnice je 7,809 km.

## Vedení silnice
- Milín, křížení s I/4 a III/11818
- křížení s II/174
- Slivice

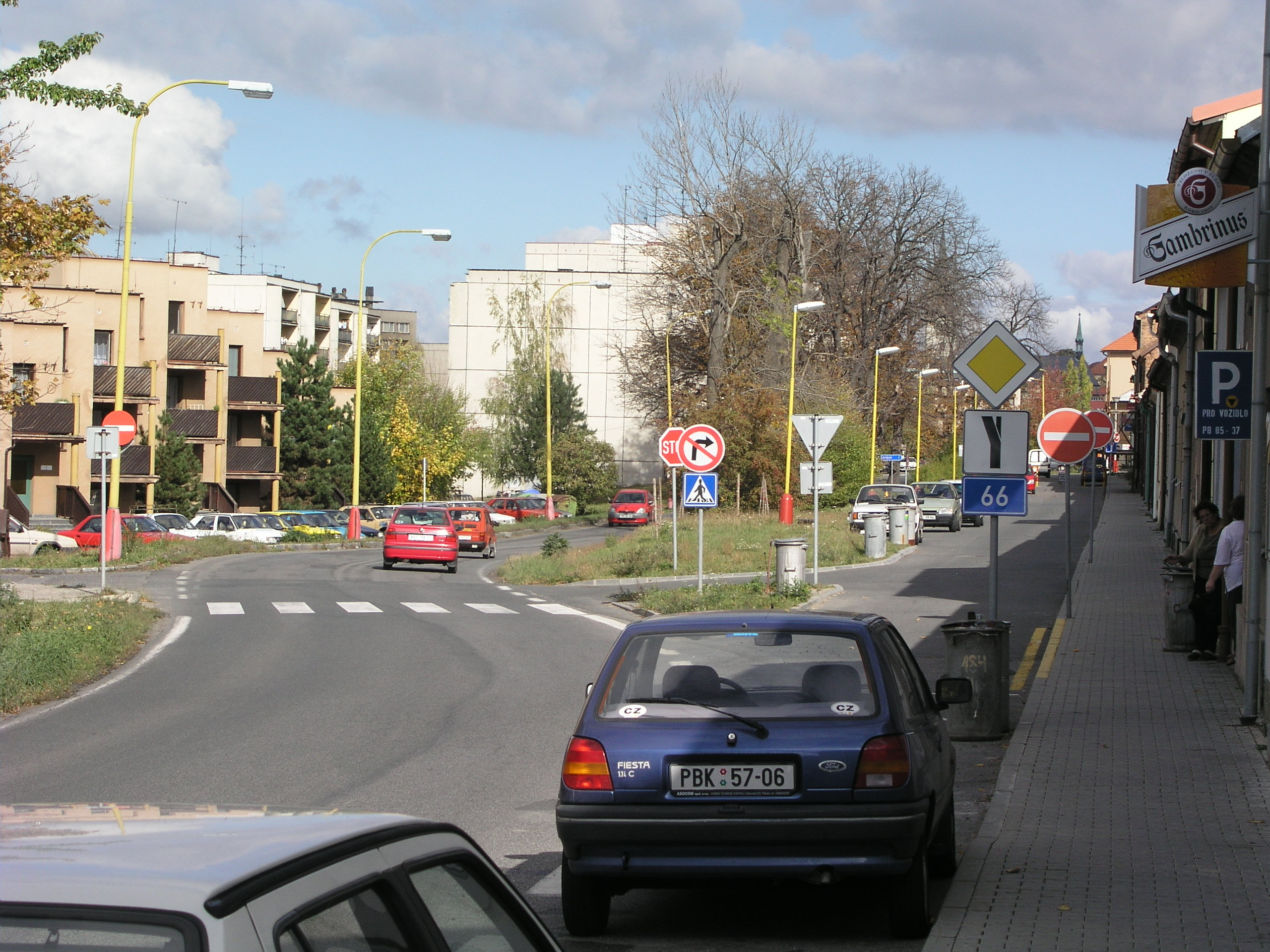
Silnice I/66 na začátku Příbrami

- Lešetice, křížení s III/0307 a III/11815
- Brod
- křížení s III/1912
- začátek Příbrami
- křížení s III/1911 (okružní křižovatka Na Flusárně)
- křížení s III/11812 (Mixova ulice)
- křížení s II/118 (Náměstí TGM)
- křížení s I/18 a III/11811 (okružní křižovatka Dolní Obora)

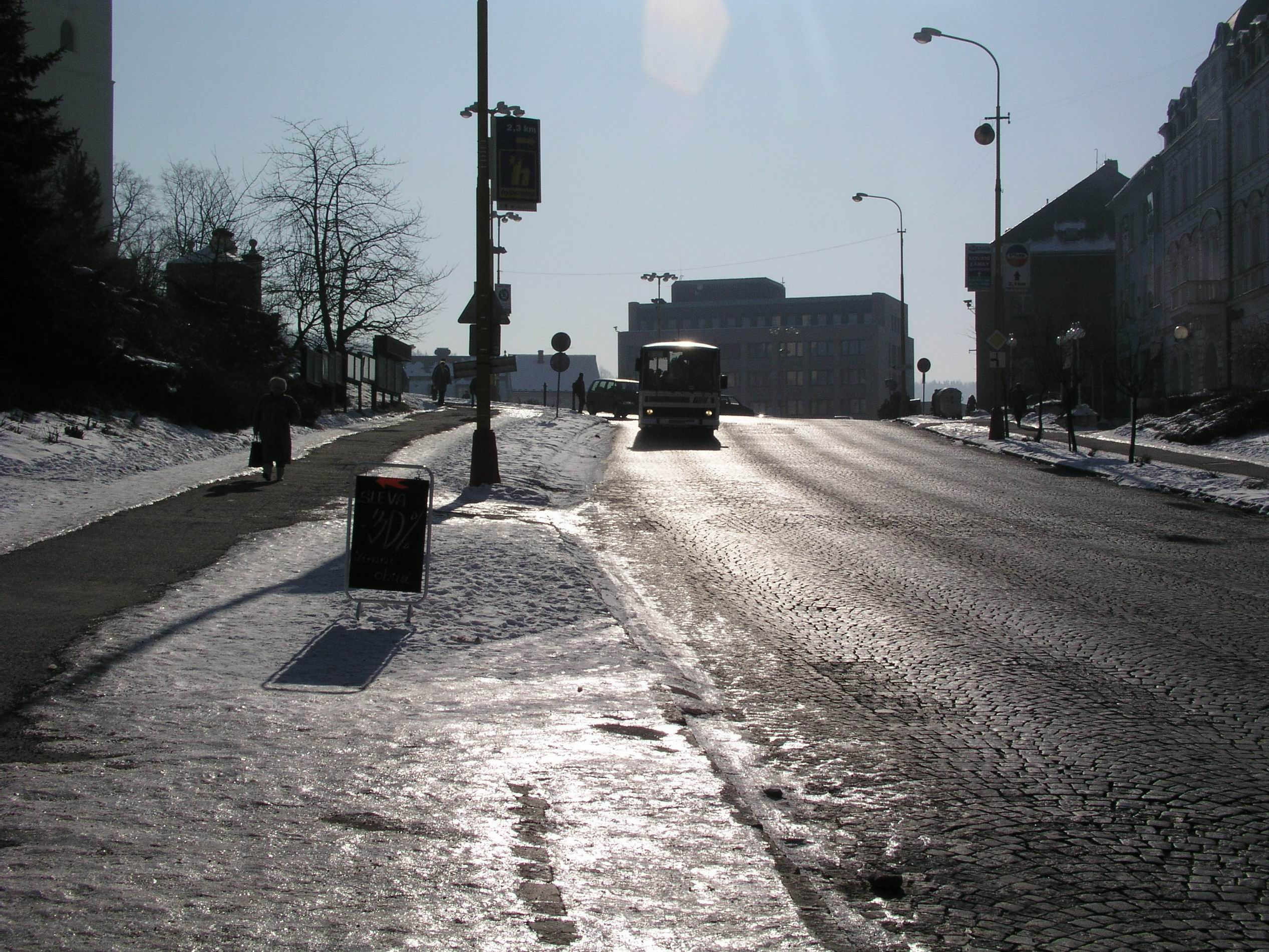
Silnice I/66 za náměstím

## Související silnice III třídy
Čísla silnic pocházejí ještě z doby, kdy silnice nesla číslo I/30
- III/0302 II/174 - Hornosín
- III/0303 Bělčice - Závišín
- III/0305 Tochovice - Ostrov - II/174
- III/0305a Tochovice - Hořejany (2,5 km)
- III/0306 Lazsko - Kamenná
- III/0307 Lešetice